# Veterinär

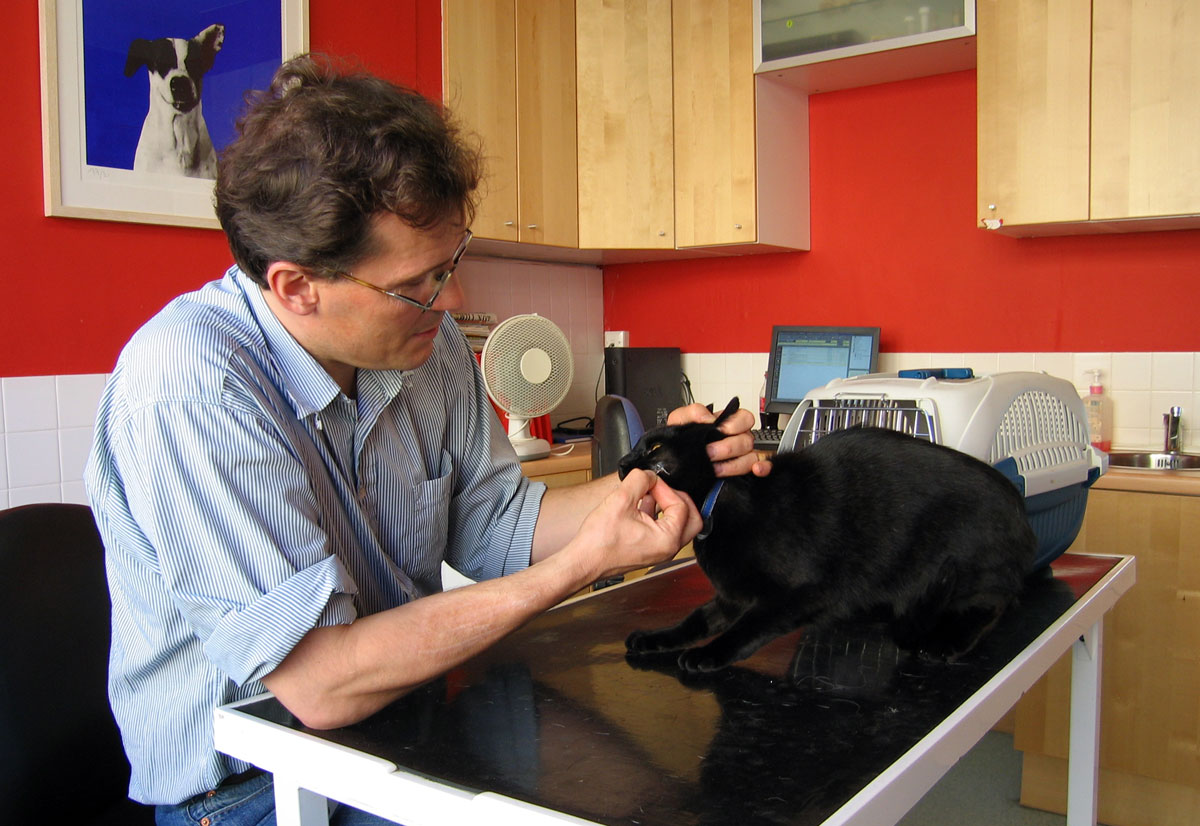
En veterinär i arbete, som tar bort stygnen efter ett mindre kirurgiskt ingrepp på en katt.

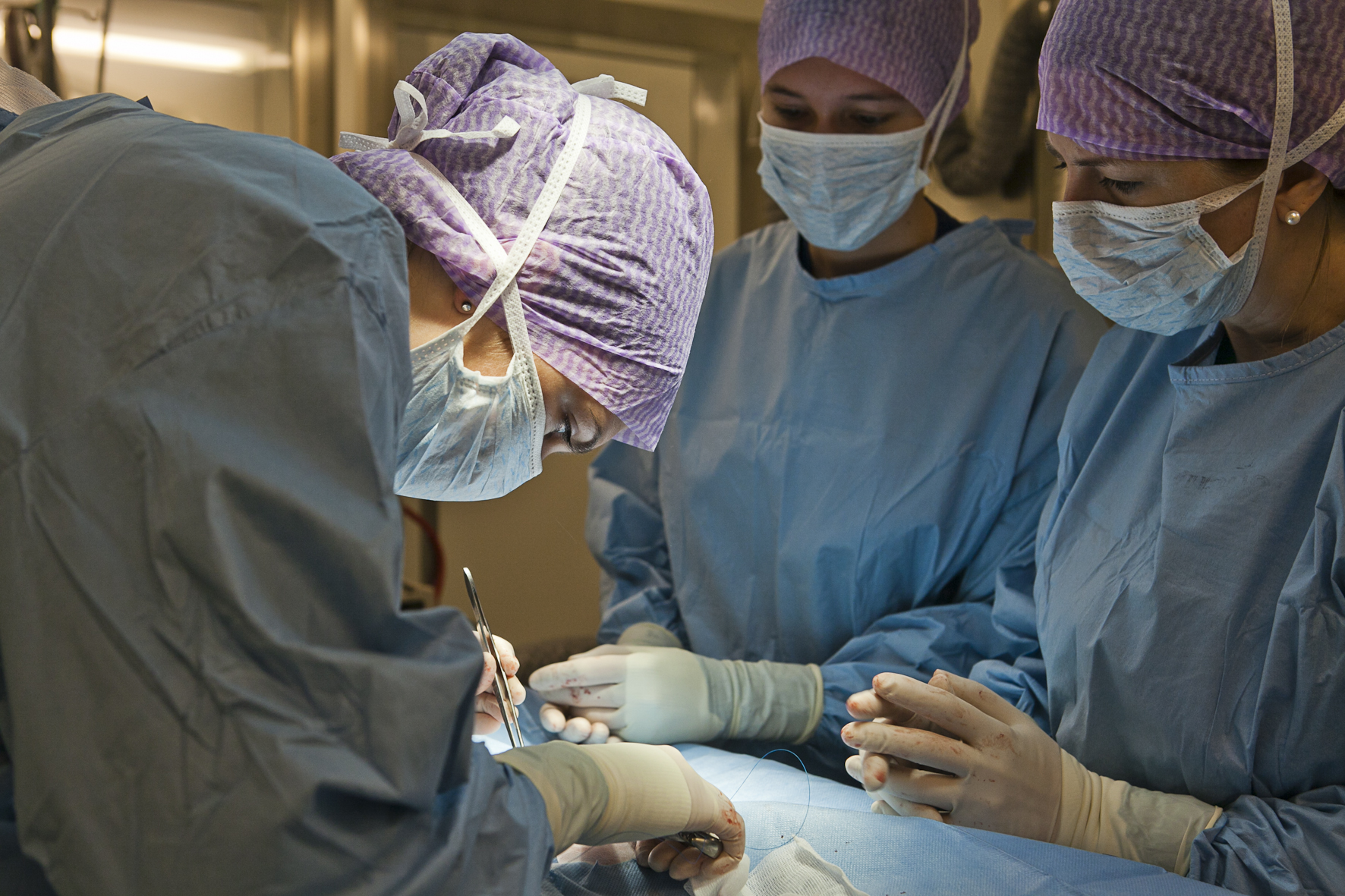
Veterinärstudenter, årskurs 4. Praktisk-klinisk färdighetsträning under handledning på djursjukhuset vid SLU.

Veterinär är en person som yrkesmässigt vårdar och behandlar skadade och sjuka djur.
I exempelvis Sverige är det ett legitimationsyrke vars arbetsuppgifter till stor del inkluderar medicinsk behandling av djur, livsmedelskontroll, djurskydd, forskning och laboratoriearbete samt arbete med folkhälsa och epizooti.
Kliniskt verksamma veterinärer arbetar med djursjukvård, med inriktning på ett eller flera djurslag, som smådjur, hästar, lantbrukets djur eller fisk. Det finns både statligt och privat anställda veterinärer med klinisk inriktning. Veterinärer arbetar också inom livsmedelsområdet, med livsmedelskontroll på till exempel slakterier. Ett annat veterinärt arbetsområde är administration och förvaltning.
Det vetenskapsområde som veterinärer utbildas inom kallas veterinärmedicin.

## Sverige
Veterinärer utbildas i Sverige vid veterinärprogrammet vid Sveriges lantbruksuniversitet (SLU) i Uppsala, på vad som är känt som Ultuna (campusområdet). Utbildningen omfattar 330 högskolepoäng (5,5 år) och varvar teori med praktik. Efter avslutad utbildning ansöker man om yrkeslegitimation, som utfärdas av Jordbruksverket. Veterinärer organiseras fackligt i Sveriges Veterinärförbund.
Vid antagningen till veterinärprogrammet höstterminen 2020 krävdes det minst 20,90 poäng i betygsgenomsnitt i urvalsgrupp BI eller 1,55 poäng på högskoleprovet. För att vara behörig krävs förutom kärnämnena godkänt i Matematik 4, Kemi 2, Fysik 2 och Biologi 2 (förut kallat matematik D, kemi B, fysik B och biologi B). Med endast ett lärosäte i Sverige är konkurrensen om programmets platser extremt hård.
Flera statliga myndigheter - Jordbruksverket, Livsmedelsverket och Statens veterinärmedicinska anstalt - är arbetsgivare åt många veterinärer. Dessa kan bland annat ha titlar som länsveterinärer och statsveterinärer.
Sveriges första veterinärskola startades av Peter Hernquist i Skara år 1775. Idag ligger Veterinärmuseet i denna byggnad.

### Specialistutbildning
I Sverige finns sedan 2002 fem specialitéer. Dessa är på tre år.
Följande specialistutbildningar finns:
- Grisens sjukdomar
- Hästens sjukdomar
- Livsmedel
- Nötkreaturens sjukdomar
- Smådjurens sjukdomar (med smådjur avses hund och katt)

Innan veterinären blir godkänd specialist måste denne bli godkänd av en examinations- och styrkommitté. Att notera är att examinations- och styrkommittén för de som blir specialister i smådjur heter "Examinations- och styrkommittén för Hund och Katt", medan de andra har samma namn som specialistutbildningen.
Omkring en fjärdedel av Sveriges smådjursveterinärer arbetar inom den svenska djursjukvårdskoncernen AniCura.